# 帕科·卡巴内斯
帕科·卡巴内斯（1954年12月20日—2021年7月31日) 是一名巴倫西亞球运动员， 生于西班牙巴伦西亚自治区赫诺韦斯。他被认为是历史上最好的球员之一。